# Tony Dorsett
Anthony "Tony" Drew Dorsett (Rochester, Pensilvânia, 7 de abril de 1954) é um ex-jogador profissional de futebol americano estadunidense que atuou como running back na National Football League de 1977 a 1988. Dorsett foi campeão da temporada de 1977 da NFL jogando pelo Dallas Cowboys.